# Гуска біла

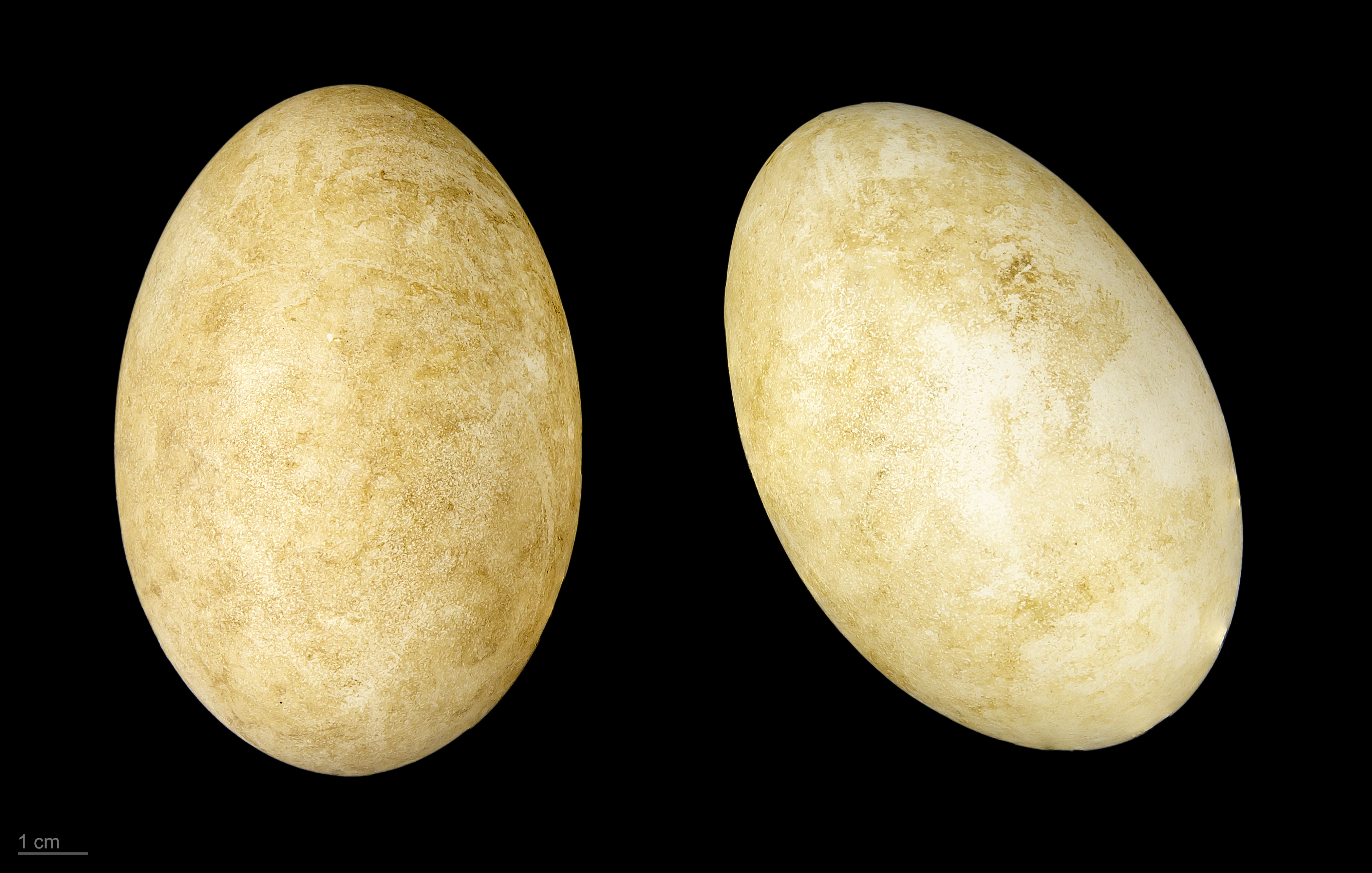
яйце Anser caerulescens - Тулузький музей

Гу́ска бі́ла (Anser caerulescens) — водоплавний птах родини качиних.

## Опис
Птах зазвичай білого забарвлення. Тіло невелике, вага, як правило, не перевищує 3 кг. Чорний колір переважає на кінцях крил і навколо дзьоба. Дзьоб і лапи рожеві. Часто відзначається наявність золотаво-жовтої плями біля основи дзьоба. Пташенята зазвичай буровато-сірі. Літати можуть з віку 42—50 днів.

## Поширення та чисельність
Поширена на острові Врангеля, на північному сході Якутії і на Чукотці. Популяція розділяється на дві субпопуляції. Перша зимує в Британській Колумбії, Канада. Друга — в Каліфорнії, США. Чисельність в наш час[коли?] мала, перебуває під охороною, до цього був об'єктом промислу.